# Jean-Philippe Ruggia
Pour les articles homonymes, voir Ruggia.
Jean-Philippe Ruggia, né le 1er octobre 1965 à Toulon (Var), est un pilote de vitesse moto français.
Sa meilleure année a été 1995 lorsqu'il finit la saison à la cinquième place du championnat du monde.

Il gagne 2 courses en 1993 au guidon d'une Aprilia et finit la saison en sixième place.

Il court également en catégorie reine (500 cm3) sans réel succès, finissant 8e en 1990.

## Participation aux Grand Prix

### Statistiques par année
| Saison | Catégorie | Équipe               | 1      | 2      | 3      | 4      | 5      | 6      | 7      | 8      | 9      | 10     | 11     | 12     | 13     | 14     | 15     | Points | Rang | Victoire |
| ------ | --------- | -------------------- | ------ | ------ | ------ | ------ | ------ | ------ | ------ | ------ | ------ | ------ | ------ | ------ | ------ | ------ | ------ | ------ | ---- | -------- |
| 1987   | 250 cm3   | Sonauto-Yamaha       | JPN NC | ESP 7  | GER 24 | ITA 17 | AUT 22 | YUG 11 | NED 26 | FRA 8  | GBR 14 | SWE NC | CZE NC | RSM 21 | POR 13 | BRA 19 | ARG NC | 7      | 17e  | 0        |
| 1988   | 250 cm3   | Sonauto-Yamaha       | JPN 7  | USA 13 | ESP 3  | EXP 5  | ITA 9  | GER 13 | AUT 13 | NED 11 | BEL 9  | YUG NC | FRA 7  | GBR 6  | SWE 7  | CZE 11 | BRA 8  | 104    | 7e   | 0        |
| 1989   | 250 cm3   | Sonauto-Yamaha       | JPN 5  | AUS 2  | USA 7  | ESP 3  | ITA 2  | GER 7  | AUT 8  | YUG 4  | NED NC | BEL NC | FRA 5  | GBR -  | SWE -  | CZE -  | BRA -  | 110    | 7e   | 0        |
| 1990   | 500 cm3   | Sonauto-Yamaha       | JPN 8  | USA 5  | ESP 10 | ITA NC | GER 6  | AUT 8  | YUG 5  | NED 11 | BEL 2  | FRA NC | GBR 9  | SWE 7  | CZE 8  | HUN 6  | AUS NC | 110    | 8e   | 0        |
| 1991   | 500 cm3   | Sonauto-Yamaha       | JPN NC | AUS 7  | USA 4  | ESP 5  | ITA 5  | GER -  | AUT -  | EUR 7  | NED 8  | FRA 5  | GBR NC | RSM 10 | CZE -  | VDM NC | MAL NC | 78     | 10e  | 0        |
| 1992   | 250 cm3   | Gilera               | JPN NC | AUS 9  | MAL NC | ESP NC | ITA NC | EUR 10 | GER NC | NED NC | HUN NC | FRA NC | GBR NC | BRA 12 | RSA 9  |        |        | 6      | 17e  | 0        |
| 1993   | 250 cm3   | Aprilia              | AUS 9  | MAL 19 | JPN 5  | ESP 3  | AUT NC | GER 8  | NED 4  | EUR 5  | RSM 4  | GBR 1  | CZE NC | ITA 1  | USA NC | FIM NC |        | 129    | 6e   | 2        |
| 1994   | 250 cm3   | Chesterfield-Aprilia | AUS 4  | MAL 4  | JPN 7  | ESP 1  | AUT 6  | GER 8  | NED NC | ITA 4  | FRA 7  | GBR 6  | CZE 3  | USA NC | ARG 4  | EUR 6  |        | 149    | 6e   | 1        |
| 1995   | 250 cm3   | Elf-Honda            | AUS NC | MAL 5  | JPN 5  | ESP 7  | GER 5  | ITA 9  | NED 4  | FRA 8  | GBR 5  | CZE 6  | BRA 6  | ARG 5  | EUR 13 |        |        | 115    | 5e   | 0        |
| 1996   | 250 cm3   | Honda                | MAL 5  | INA 10 | JPN 10 | ESP 8  | ITA 7  | FRA NC | NED NC | GER 7  | GBR NC | AUT 5  | CZE 6  | IMO NC | CAT NC | BRA 5  | AUS 6  | 91     | 9e   | 0        |
| 1998   | 500 cm3   | MuZ-Weber            | JPN -  | MAL -  | ESP -  | ITA -  | FRA -  | MAD -  | NED NC | GBR -  | GER -  | CZE -  | IMO -  | CAT -  | AUS -  | ARG -  |        | 0      | -    | 0        |

### Statistiques par catégorie
| Catégorie | Année               | 1er GP   | 1er Podium | 1re Victoire | Courses | Victoires | Podiums | Pole | M.tours¹ | Points | Titres |
| --------- | ------------------- | -------- | ---------- | ------------ | ------- | --------- | ------- | ---- | -------- | ------ | ------ |
| 250 cm3   | 1987-1989;1992-1996 | JPN 1987 | ESP 1988   | GBR 1993     | 110     | 3         | 9       | 2    | 2        | 711    | 0      |
| 500 cm3   | 1990-1991;1998      | JPN 1990 | BEL 1990   |              | 28      | 0         | 1       | 0    | 0        | 188    | 0      |
| Total     | 1987-1996;1998      |          |            |              | 138     | 3         | 10      | 2    | 2        | 899    | 0      |

## Palmarès
- 138 départs.
- 3 victoires (3 en 250 cm3).
- 3 deuxièmes place.
- 4 troisièmes place.
- 2 poles (2 en 250 cm3).
- 10 podiums (1 en 500 cm3 / 9 en 250 cm3).
- 2 meilleurs tours en course.
- 899 points marqués durant sa carrière.

### Victoires en 250 cm³: 3
| Année | Lieu du Grand Prix                 | Circuit                              | Ville                |
| ----- | ---------------------------------- | ------------------------------------ | -------------------- |
| 1993  | Grand Prix moto de Grande-Bretagne | Donington Park                       | Castle Donington     |
| 1993  | Grand Prix moto d'Italie           | Circuito Internazionale Santa Monica | Misano Adriatico     |
| 1994  | Grand Prix moto d'Espagne          | Circuit permanent de Jerez           | Jerez de la Frontera |

## Sources
- (en) Cet article est partiellement ou en totalité issu de l’article de Wikipédia en anglais intitulé « Jean-Philippe Ruggia » (voir la liste des auteurs).